# Mars 1917 (guerre mondiale)
Février 1917 - Mars 1917 -  Avril 1917
- 8 mars : 
  - Début de la révolution de Février en Russie

- 9 mars :
  - Insurrection à Petrograd : les soldats fraternisent avec les ouvriers.

- 11 mars : 
  - Conquête de Bagdad par les unités britanniques engagées en Irak.

- 12 mars : 
  - Début d'un mouvement massif de mutineries dans l’armée russe.

- 16 mars : 
  - Engagement naval germano-britannique à proximité des îles Féroé.
  - Conférence de Vienne : Theobald von Bethmann Hollweg et Ottokar Czernin tentent de trouver un accord de partage des conquêtes européennes de la Quadruplice et de définir les conditions de sortie du conflit.

- 17 mars : 
  - Démission du ministre français de la guerre Hubert Lyautey, entraînant celle du gouvernement formé par Aristide Briand.

- 24 mars : 
  - Fin du soulèvement des partisans en Serbie : une action combinée des forces germano-austro-hungaro-bulgares, avec des moyens importants, a été nécessaire pour mater la rébellion.

- 26 mars :
  - première bataille de Gaza. Les troupes britanniques venus d’Égypte sont arrêtées par les Ottomans à Gaza.
  - Offensive du général John Maxwell sur le Sinaï.
  - Conférence de Berlin : réunion stratégique germano-austro-hongroise, destinée à définir les buts de guerre du Reich et de la double monarchie.

- 31 mars :
  - Conférence de Berlin : les Responsables politiques allemands définissent la politique qu'ils entendent mener face au gouvernement provisoire russe.